# Lori Lieberman
Lori Lieberman, född 15 november 1951 i Los Angeles, Kalifornien, USA, är en amerikansk sångerska som under tidigt 1970-tal spelade in för Capitol Records, och bland annat först sjöng in "Killing Me Softly with His Song". Efter att senare ha dragit sig tillbaka, återupptog hon sin karriär som skivartist vid 1990-talets mitt.

## Diskografi
- Lori Lieberman (Capitol Records, 1972)
- Becoming (Capitol Records, 1973) USA #192[2]
- Piece of Time (Capitol Records, 1974)
- Straw Colored Girl (Capitol Records, Bovema, EMI, 1975)
- The Best of Lori Lieberman (Capitol Records, Bovema, EMI, 1976)
- Letting Go (Millennium Records, Casablanca Records RCA Records, 1978)
- A Thousand Dreams (Pope Music, 1995)
- Home of Whispers (Pope Music, 1996)
- Gone is the Girl (Pope Music, 1998)
- Monterey (Drive On Records, 2003)
- Gun Metal Sky (Drive On Records, 2009)
- Takes Courage (V2 Records, 2010)
- Bend Like Steel (Drive On Records/V2 Records, 2011)
- Bricks Against The Glass (Drive On Records/Rough Trade Benelux, 2013)